# Монастир Хоранашат
Монастир Хоранашат (вірм. Խորանաշատ վանք) — вірменський монастир XIII століття в селі Чинари,  Тавушського марзу Вірменії.

## Історія
Монастир Хоранашат був заснований в XIII столітті Ванаканом Вардапетом. Головна будівля, церква св. Аствацацин (Богородиці), побудований в 1211–1222 рр. По обидва боки апсиди монастиря розташовані двоповерхові приділи, на другий поверх яких ведуть сходи з вівтарного підвищення. Подібна композиція купольної зали типова для церков  вірменських монастирів зрілого Середньовіччя.
У монастирі колись було переписано Євангеліє, мабуть, створене в стародавньому Арцахі Утіку. У цьому Євангеліє знаходиться унікальна версія «Таємної вечері», яка не має аналогів. Зараз дане Євангеліє зберігається в  німецькому місті Галл.
Відомо, що між 1215–1225 рр. вірменський історик Кіракос Гандзакеці перебрався до  Хоранашатської пустині, жив в цьому монастирі. А в 1225 р. покинув його, після того як сюди вторглися татаро-монголи.
Згідно з ним же, Кіракосу Гандзакеці, родич якогось Ванакана, Погос, після смерті свого вчителя став настоятелем монастиря Хоранашат .

## Сучасний стан
З села Чинарі є дорога до монастиря. Найближчі до храму 1500 метрів дороги треба проходити впівзросту, щоб не бути в зоні видимості противника. Згідно зі словами місцевих жителів, в 2005 р. навіть Католікос зі своєю свитою не зміг дійти туди — Азербайджанські прикордонники їх обстріляли
Зазвичай двері храму бувають замкнені на ключ, але щорічно 2 травня двері відкриваються і жителі сіл Чинарі, Айгедзор та Арцваберд присутні на літургії і поминають своїх покійних. 

## Ресурси Інтернету
- Khoranashat Monastery - Armeniapedia.org [Архівовано 1 листопада 2011 у Wayback Machine.]
- Щоденник прочан [Архівовано 19 травня 2007 у Wayback Machine.]